# Разрез

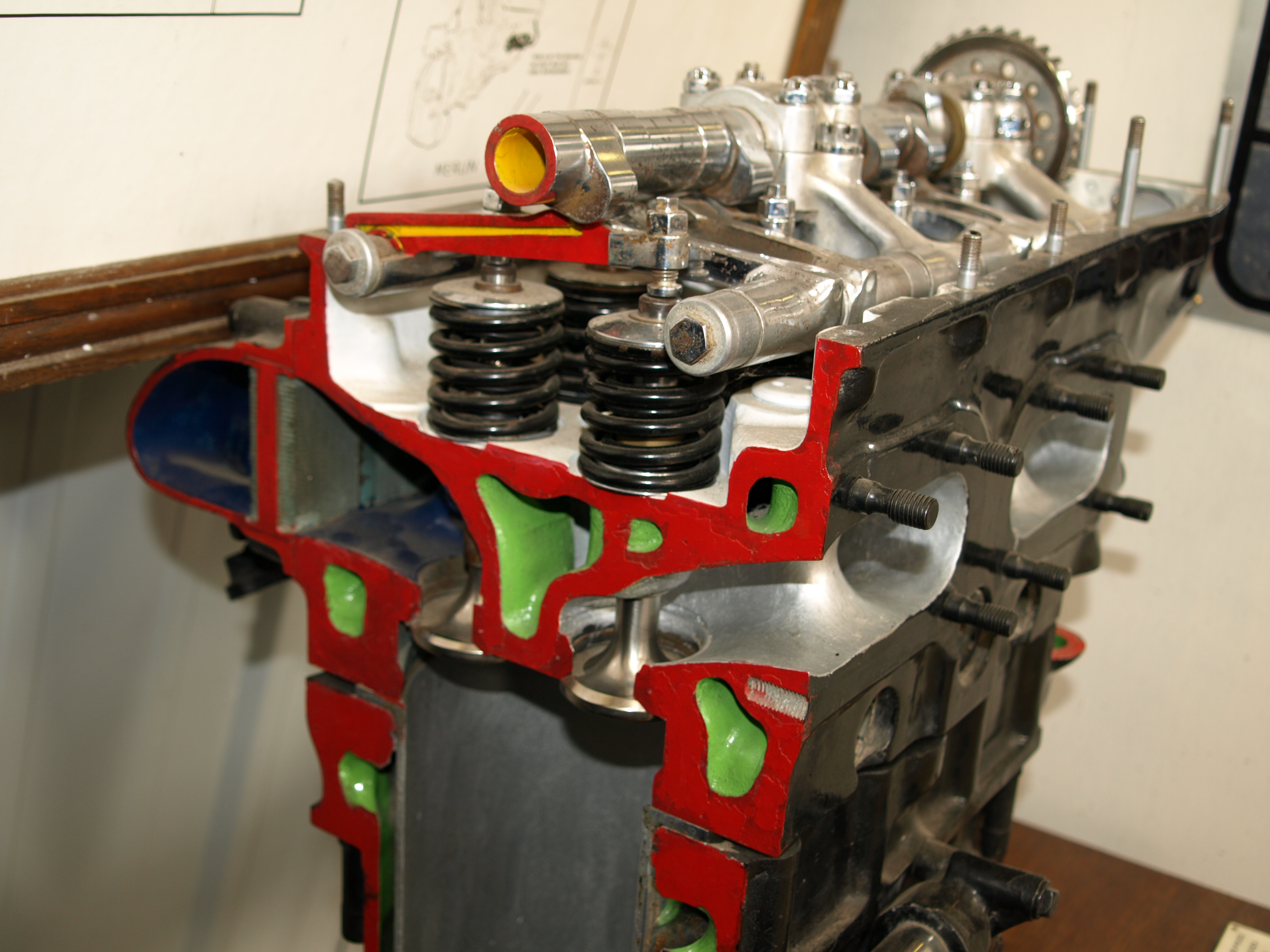
Авиационный двигатель Rolls-Royce Merlin в разрезе по оси цилиндра (расположен внизу)

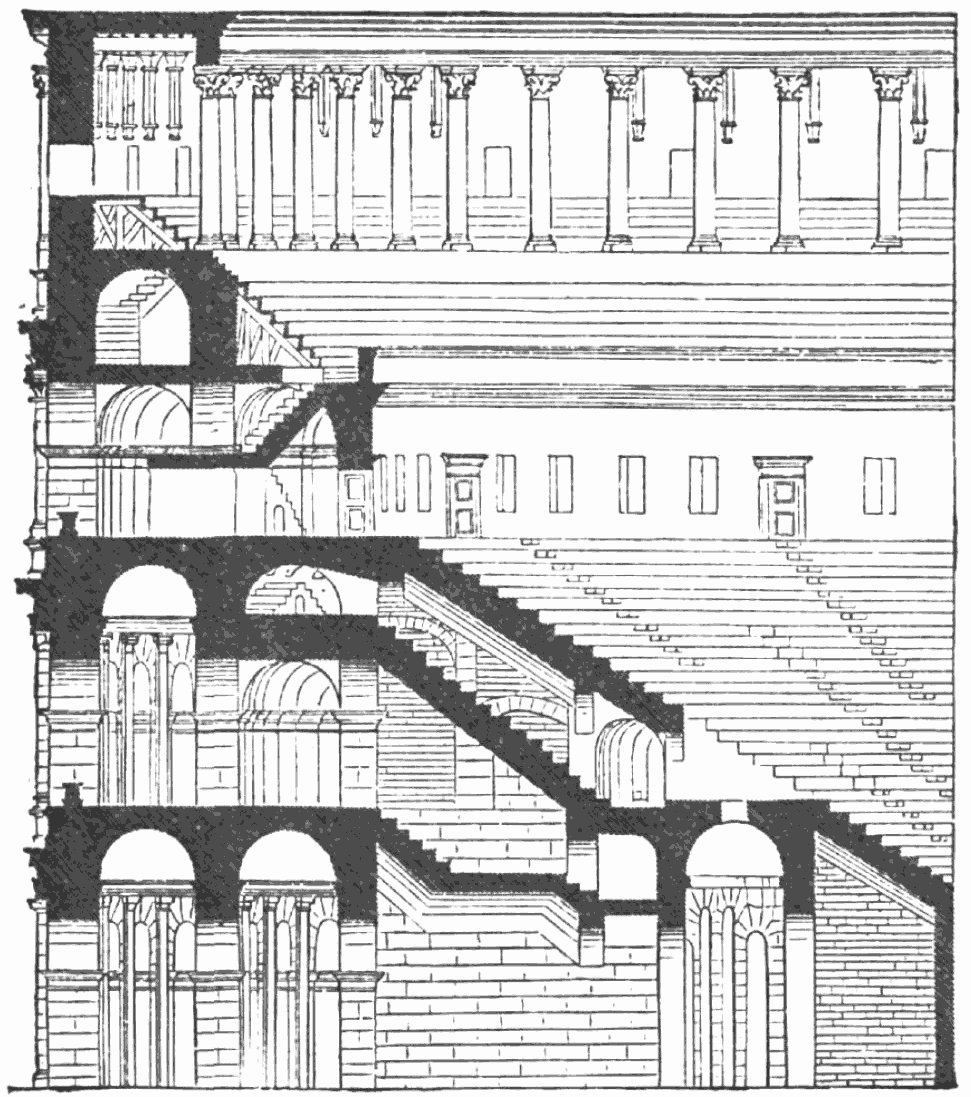
Колизей, архитектурный разрез

Разрез — ортогональная проекция предмета, рассеченного полностью одной или несколькими плоскостями для изображения его невидимых поверхностей..
Разрез (архитектурный, фронтальная проекция здания или архитектурной детали, условно рассечённых плоскостью или системой плоскостей) служит для условного изображения на чертеже конфигурации архитектурных деталей, объёмов или внутренних пространств и характеризует форму и конфигурацию сооружения.

## Типы разрезов

Разрез простой на чертеже

Разрез простой (аксонометрическая проекция)

1. В зависимости от числа секущих плоскостей разрезы делятся на:
- Простой разрез — для формирования используется одна плоскость. Можно не обозначать, если изображение разреза находится на месте основного вида, на одном листе с главным видом, не отделено от главного вида другими изображениями.
- Сложный разрез — для формирования используются две и больше секущих плоскостей. Обозначается всегда.
  - Ломаный разрез — для формирования используются две (бо́льшее количество используется редко) пересекающиеся плоскости.
  - Ступенчатый разрез — для формирования используются две и более параллельные плоскости.

2. В зависимости от положения плоскости относительно горизонтальной плоскости проекции разрезы разделяются на:
- Горизонтальные — секущая плоскость параллельна горизонтальной плоскости проекции.
- Вертикальные — секущая плоскость перпендикулярна к горизонтальной плоскости проекции.
- Наклонные — секущая плоскость составляет с горизонтальной плоскостью угол, отличный от прямого.

3. В зависимости от положения секущей плоскости относительно основных измерений предмета различают разрезы:
- Продольные — секущая плоскость направлена вдоль длины или высоты предмета.
- Поперечные — секущая плоскость перпендикулярна к длине или высоте предмета.

4. В зависимости от полноты изображения разрезы бывают:
- Полные — секущая плоскость пересекает весь предмет и изображение внутреннего его строения показывается по всему сечению.
- Местные — секущая плоскость пересекает только ту часть предмета, в которой требуется показать его внутреннюю форму. Границы местного разреза показываются тонкой сплошной волнистой линией. Местные разрезы не обозначают.

## Обозначение разрезов
На одном чертеже могут быть расположены несколько разрезов, если это целесообразно. Разрезы располагаются в проекционной связи: фронтальный на месте главного вида, профильный на месте вида слева, а горизонтальный на месте вида сверху.
Если секущая плоскость совпадает с плоскостью симметрии детали и разрез расположен в проекционной связи, то его не обозначают. И местные разрезы.В остальных случаях разрезы обозначаются аналогично сечениям — разомкнутой линией, стрелками и буквами.

### Обозначение

Разомкнутая линия

Секущая плоскость обозначается на перпендикулярном ей виде разомкнутой линией сечения. Необходимо указывать направление взгляда стрелками. Стрелки наносятся на расстоянии 2−3 мм от конца штриха.
У начала и конца линии сечения ставят две одинаковые прописные буквы русского алфавита через тире, например: {\displaystyle A-A}. Буквы наносят около стрелок, указывающих направление взгляда со стороны внешнего угла.

## Соединение вида и разреза

Штрихпунктирная линия

Соединение вида и разреза применяется для половины вида и разреза в том случае, когда каждый из них является симметричной фигурой. Они разделяются осью симметрией (штрихпунктирной линией S/3), если она не совпадает с линиями контура детали.
В случае горизонтального разреза половина разреза должна быть расположена слева от оси или под ней. Если ось симметрии вертикальная, то половина разреза всегда располагается справа от нее. Если ось симметрии детали горизонтальна, то половина разреза располагается под горизонтальной осью.